# XHCGA-TDT
XHCGA-TDT es una estación de televisión mexicana la cual fue establecida en 1976 en Aguascalientes, con el apoyo del Instituto Cultural del Estado del mismo nombre. Actualmente es conocida como y es operada por la «Dirección General de Radio y Televisión de Aguascalientes» (RyTA). El canal principal es conocido como VA+ TV, Tú Canal y se ha autorizado un segundo canal de programación llamado UAA TV.